# Concerto per pistola solista
Concerto per pistola solista è un film del 1970, diretto da Michele Lupo.

## Trama
Durante una partita di golf un colpo scopre da sotto la sabbia la mano di un cadavere ed i poliziotti presenti al fatto annotano che si tratta del "terzo delitto" in pochi giorni ed iniziano a ricostruire la vicenda dall'inizio; alcuni giorni prima, a seguito della morte del ricchissimo duca inglese Henry Carter, erano giunti alla sua villa tutti i parenti, ognuno col proprio fardello di problemi e di speranze, che speravano di trarre vantaggio dalla dipartita dell'odiato patriarca, cui solo la nipote Barbara era stata vicina negli ultimi anni della sua vita ma un'amara sorpresa li attendeva all'apertura del testamento: tutte le sostanze sono state lasciate alla giovane nipote Barbara Worth mentre a tutti gli altri sono stati riservati solo perfidi commenti sulla condotta della loro vita.
Il giorno dopo il maggiordomo della villa viene trovato morto, pugnalato alla schiena, e viene inviato da Scotland Yard l'ispettore Grey che, aiutato dal sergente Aloisius Thorpe, poliziotto del luogo e conoscente del duca che nel testamento gli ha riservato la cura delle rose, inizia le indagini ma, pochi minuti dopo il suo arrivo, Barbara viene fatta bersaglio di un colpo di pistola, fortunatamente andato a vuoto. I sospetti sembrano inizialmente cadere su Ted Collins, uomo dalla vita sregolata e con creditori pronti ad esigere denaro, ma questi viene trovato morto nella sua stanza con in mano la pistola usata per l'attentato a Barbara; l'apparente suicidio sembrerebbe chiudere il caso ma Thorpe scopre immediatamente che si tratta di una messinscena e che questo è il secondo omicidio.
Mentre i due poliziotti sembrano brancolare nel buio gli ospiti forzati della villa portano in superficie la loro vera natura: Isabelle, moglie trascurata di Anthony Carter, sembra intrecciare una relazione con un uomo che le ha dato un passaggio per tornare a casa e che ella, per ringraziarlo, ha invitato a restare come ospite nella villa, Barbara sembra volere fare riaffiorare una storia del passato con Anthony, mentre Georgie, ragazzo dalla personalità deviata, incline allo scherzo macabro e succube della madre Gladys, sembra superare i suoi complessi con Pauline, giovane vedova di Ted; durante la notte tuttavia Thorpe viene colpito alla testa e tramortito, non prima di avere strappato un lembo di giacca al suo aggressore, mentre Pauline sembra sparita ma viene ritrovata, sotterrata nel campo da golf, dopo essere stata strangolata.
I sospetti a quel punto cadono sull'ospite, fermato da due agenti della polizia stradale mentre si allontanava dalla villa, che ammette di avere aggredito Thorpe ma nega di essere l'autore dei tre delitti, sostenendo di avere passato la notte con Isabelle, la quale però smentisce, suscitando comunque la rabbia del marito, ma viene uccisa poco dopo da un colpo di fucile sparato dall'esterno e precisamente dalla torre dell'edificio dove il duca era solito passare tutto il suo tempo prima di morire, scagionando in questo modo l'ospite. Dopo il quarto delitto Thorpe ha un'intuizione e chiama tutti nella torre sostenendo di avere capito chi sia l'autore degli omicidi.
Attendendo un'ora secondo lui prestabilita punta uno dei telescopi che si trovano sulla torre su Anthony da cui, al momento previsto da Thorpe, parte un colpo di fucile ma l'uomo viene salvato da Barbara che in questo modo rivela di essere lei l'assassina e che i delitti erano stati compiuti per diverse ragioni: il maggiordomo Peter era stato ucciso perché a conoscenza dell'esistenza del testamento originale, Ted e Pauline perché avevano visto in una fotografia il congegno da lei utilizzato per uccidere Isabelle e, in precedenza, per fare partire il colpo di pistola che l'aveva sfiorata, ed infine Isabelle, uccisa per gelosia in quanto Barbara era da sempre innamorata di Anthony e pensava che con la morte di lei avrebbe potuto finalmente coronare il suo sogno d'amore non ricambiato.
Il caso è chiuso ed i due poliziotti mentre si allontanano dalla villa, vedono Georgie a terra pugnalato; uno dei suoi macabri scherzi od un nuovo delitto? I due non intendono saperlo e si allontanano velocemente, forse verso Londra, dove l'ispettore ha promesso di portare l'ingegnoso sergente.